# Технологічний інститут Нетаджі Субхаса
Технологічний інститут (імені) Нетаджі Субхаса (англ. Netaji Subhas Institute of Technology, NSIT) — технічний коледж в Делі, Індія, автономний заклад освіти під керівництвом Департаменту тренування та технічної освіти Делі, афілійований з Делійським університетом, один з найпрестижніших технічних закладів вищої освіти Індії.